# Challenge Riccione
Die Challenge Riccione ist eine Triathlon-Veranstaltung über die Mitteldistanz. Sie findet seit 2018 jährlich in der italienischen Stadt Riccione an der Adriaküste statt und ist die Nachfolgeveranstaltung der erstmals 2013 ausgetragenen Challenge Rimini. Dieses Rennen ist Teil der Challenge-Triathlon-Weltserie.

## Geschichte
Die Challenge Rimini fand erstmals im Jahr 2013 statt und war das erste Challenge-Rennen in Italien. Bei der Erstaustragung siegten die Ungarin Erika Csomor sowie der Australier Chris McCormack. 
2015 wurden hier von der Europäischen Triathlon Union (ETU) die Europameisterschaften auf der Mitteldistanz ausgetragen.
Das letzte Rennen war hier am 7. Mai 2017 und nach fünf Austragungen wurde die Challenge Rimini 2018 von der Challenge Riccione abgelöst. Hier konnte erneut der Italiener Giulio Molinari die Erstaustragung für sich entscheiden.
Im Mai 2019 wurde das Rennen in Riccione zum zweiten Mal ausgetragen.
2021 gingen die Siege mit Thomas Steger nach Österreich und bei den Frauen mit Sarissa De Vries in die Niederlande.

## Streckenverlauf
Challenge Rimini

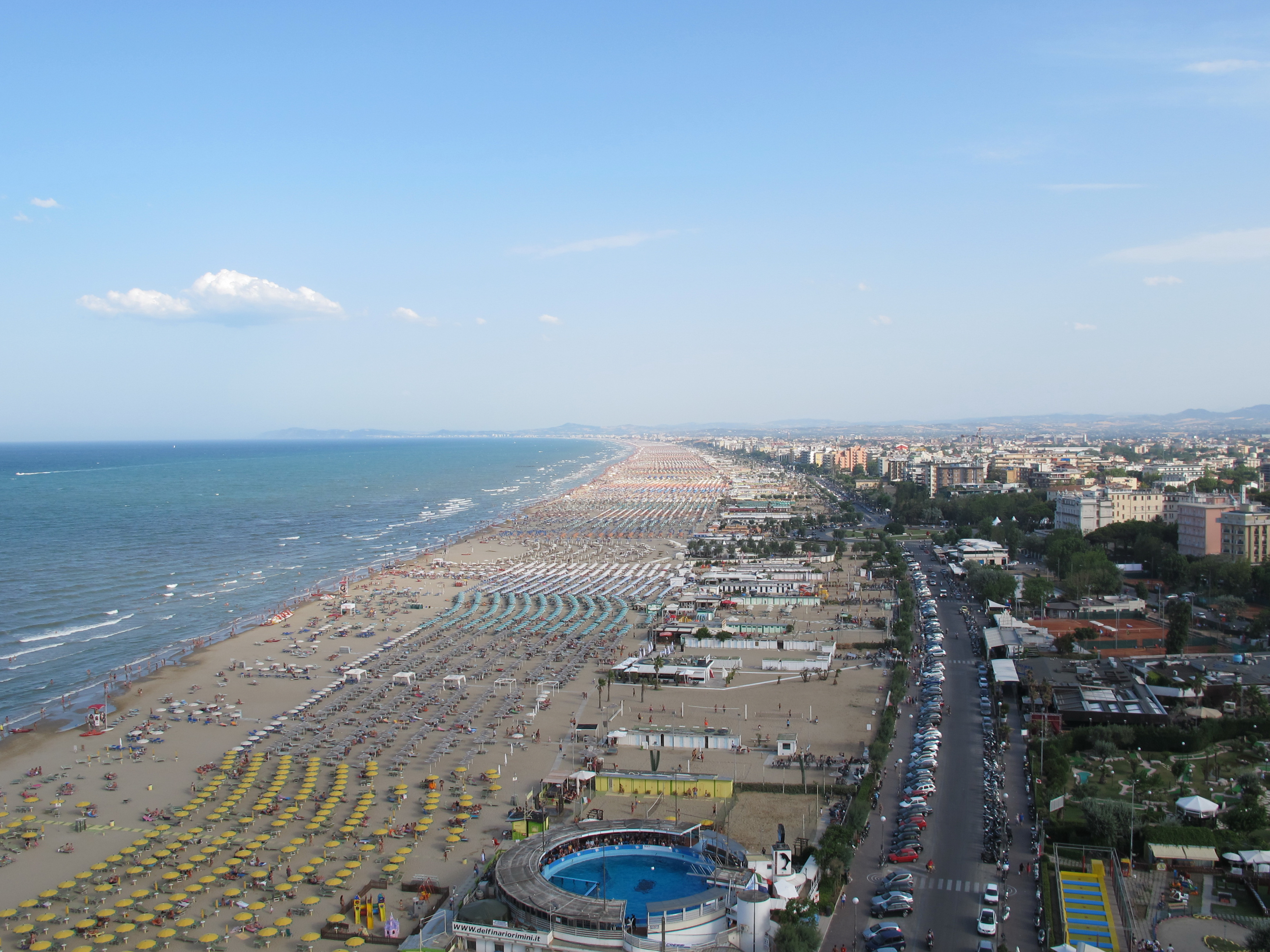
Strand von Rimini

- Die Schwimmstrecke über 1,9 km befand sich im Mittelmeer. Start und Wechselbereich waren am Strand von Rimini, unweit des Hafens.

- Die Radstrecke über 90 km führte von Rimini zunächst nach Süden. Über Coriano und San Saviano verlief die Strecke weiter entlang des Flusses Conca und flussaufwärts durch die Orte Santa Maria del Piano und Mercatino Conca. Dort verließen die Athleten kurzzeitig die Hauptstraße und fuhren weiter über Monte Grimano. Der Wendepunkt der Strecke befand sich schließlich in Monte Cerignone. Von dort verlief die Radstrecke zurück durch das Concatal nach Coriano. Schließlich führte sie nördlich von Riccione zurück zum Strand und von dort an der Adria entlang zurück nach Rimini.

- Die Laufstrecke über die Halbmarathondistanz war an der Strandpromenade in Rimini zu absolvieren. Es handelte sich um eine Wendepunktstrecke, die dreimal zu absolvieren war. Sie führte von der Wechselzone am Parco Fellini nach Süden bis zur Viale Rimembranze. Das Ziel befand sich im Parco Fellini.

## Ergebnisse

### Challenge Riccione
| Datum/Jahr   | Männer                 | Männer                | Männer            | Frauen              | Frauen            | Frauen         |
| Datum/Jahr   | Erster Platz           | Zweiter Platz         | Dritter Platz     | Erster Platz        | Zweiter Platz     | Dritter Platz  |
| ------------ | ---------------------- | --------------------- | ----------------- | ------------------- | ----------------- | -------------- |
| 1. Mai 2022  | Thomas Steger -2- (SR) | Mattia Ceccarelli     | Florin Salvisberg | Emma Browne (SR)    | Lucy Byram        | Marta Bernardi |
| 10. Mai 2021 | Thomas Steger          | Pablo Dapena González | Sebastian Kienle  | Sarissa De Vries    | India Lee         | Marta Bernardi |
| 5. Mai 2019  | Mattia Ceccarelli      | Thomas Steger         | Frederic Funk     | Elisabetta Curidori | Margie Santimaria | Bianca Steurer |
| 6. Mai 2018  | Giulio Molinari        | Thomas Steger         | Frederic Funk     | Yvonne van Vlerken  | Margie Santimaria | Bianca Steurer |

(SR – Streckenrekord)

### Challenge Rimini
| Datum/Jahr        | Männer               | Männer           | Männer               | Frauen             | Frauen          | Frauen           |
| Datum/Jahr        | Erster Platz         | Zweiter Platz    | Dritter Platz        | Erster Platz       | Zweiter Platz   | Dritter Platz    |
| ----------------- | -------------------- | ---------------- | -------------------- | ------------------ | --------------- | ---------------- |
| 7. Mai 2017       | Giulio Molinari -2-  | Thomas Steger    | Stefan Schmid        | Anja Beranek (SR)  | Judith Corachán | Sara Dossena     |
| 8. Mai 2016       | Giulio Molinari      | Per Bittner      | Filip Ospalý         | Yvonne van Vlerken | Leanda Cave     | Julia Viellehner |
| 24. Mai 2015 (EM) | Filip Ospalý         | Giulio Molinari  | Bart Aernouts        | Kaisa Lehtonen     | Sara Dossena    | Vanessa Raw      |
| 10. Mai 2014      | Domenico Passuello   | Andreas Giglmayr | Ritchie Nicholls     | Eimear Mullan      | Tine Deckers    | Daniela Sämmler  |
| 26. Mai 2013      | Chris McCormack (SR) | Daniel Fontana   | Alessandro Degasperi | Erika Csomor       | Diana Riesler   | Camilla Lindholm |

(EM – Europameisterschaft; SR – Streckenrekord)